# Enzo Loiodice
Enzo Loiodice (* 27. November 2000 in Paris) ist ein französischer Fußballspieler. Der zentrale Mittelfeldspieler und ehemalige U20-Nationalspieler spielt seit 2020 für die UD Las Palmas.

## Karriere

### Vereine
Loiodice verbrachte die ersten Jahre seiner Fußballkarriere in seinem Geburtsort beim SC Paris und FC Gobelins Paris 13. Im Juli 2015 wechselte er in die Jugendabteilung des FCO Dijon, bei dem er ab Januar 2018 sechsmal für die zweite Mannschaft in der fünftklassigen National 3 spielte. Am 28. April 2018 debütierte Loiodice bei der 1:3-Niederlage gegen Girondins Bordeaux in der Ligue 1. Zu Beginn der Spielzeit 2018/19 avancierte er bei Dijon zum Stammspieler.
Im Januar 2020 wurde Loiodice bis Saisonende an die Wolverhampton Wanderers in die Premier League verliehen. Nachdem er dort lediglich auf zwei Einsätze für die U23 des Vereins gekommen war, nutzte Wolverhampton eine anschließende Kaufoption nicht. Die Spielzeit 2020/21 verbringt der Franzose bei UD Las Palmas in der spanischen Segunda División.

### Nationalmannschaft
Loiodice absolvierte im September 2018 drei Freundschaftsspiele für die französische U19-Nationalmannschaft. Am 15. Oktober 2018 wurde er beim 4:2-Sieg im Testspiel gegen Serbien erstmals in der U20-Nationalmannschaft eingesetzt.